# Charles Rozan
Charles Rozan est un écrivain, moraliste et étymologiste français, né à Nantes le 3 mai 1824 et mort à Paris (6e arrondissement) le 2 juin 1905. Il a reçu le prix Montyon de l'Académie française en 1872 pour la Bonté puis en 1889 pour  Petites ignorances historiques et littéraires.

## Biographie
Natif de Nantes, Charles Rozan devient professeur de mathématiques puis fait carrière au ministère de l'Instruction publique. Passionné de lettres, il publie en 1856, Petites ignorances de la  conversation qui deviendra un ouvrage de référence, encore réédité de nos jours,.